# (163899) 2003 SD220
(163899) 2003 SD220 — навколоземний астероїд у формі огірка довжиною від 1,1 кілометра до 2,5 кілометра. 24 грудня 2015 пролетить повз Землю на відстані 6,700,000 миль (близько 11 мільйонів кілометрів), тобто в 28 разів більше, ніж відстань від нас до Місяця.
Наступного разу пролетить повз Землю знову в 2018 році. За даними НАСА в найближчі два століття цей космічний об'єкт буде безпечним для Землі.
Дослідники припускають, що небесне тіло являє собою вуглистий хондрит (С-хондрит), тобто астероїд темного забарвлення з високим вмістом заліза. До такого типу відносяться приблизно 75 відсотків відомих астероїдів.